# Cecina Decio Basilio
Flavio Cecina Decio Basilio (in latino Flavius Caecina Decius Basilius; fl. 463-468) è stato un politico romano dell'Impero romano d'Occidente, Console e Prefetto del pretorio d'Italia.

## Biografia
Apparteneva alla nobiltà italica, facendo parte della influente gens Caecina. Fu prefetto del pretorio d'Italia nel 458, sotto l'imperatore Maggioriano. L'imperatore Libio Severo (461-465) nominò Basilio console per il 463; nello stesso anno gli affidò la prefettura del pretorio per l'Italia, che Basilio tenne fino al 465.
Il poeta gallo-romano Sidonio Apollinare, inviato a Roma con una petizione delle sue genti nel 467, indicò Basilio come uno dei due funzionari civili più influenti di Roma degli anni 460, assieme a Gennadio Avieno. Si rivolse a Basilio per ottenere udienza presso l'imperatore Antemio: Basilio gli consigliò di comporre un panegirico dedicato all'imperatore, declamato in occasione dell'assunzione del secondo consolato da parte di Antemio (1º gennaio 468); Basilio intercesse poi presso Antemio, il quale, volendo stabilire dei buoni rapporti con la nobiltà gallo-romana rappresentata da Apollinare, nominò il poeta senatore, patricius e praefectus urbi.
Basilio ebbe tre figli che divennero consoli: Cecina Mavorzio Basilio Decio (console nel 486), Decio Mario Venanzio Basilio (console nel 484) e quello che le fonti chiamano Basilio iunior (console del 480), identificato con Cecina Decio Massimo Basilio.